# Bernhardine Christiane Sophie von Sachsen-Weimar-Eisenach

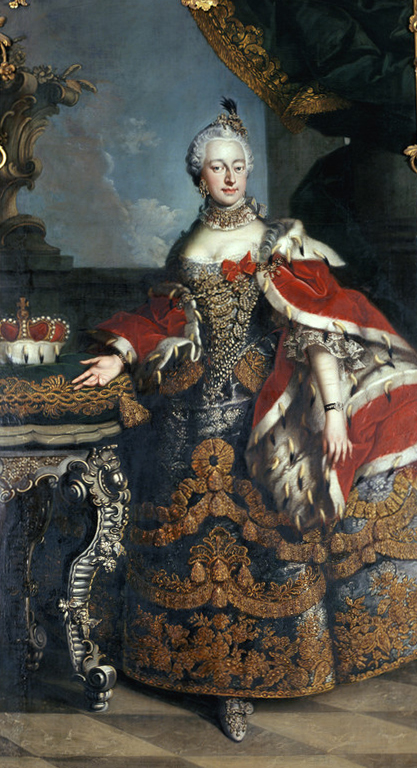
Bernhardine von Sachsen-Weimar, Fürstin von Schwarzburg-Rudolstadt, Gemälde von Johann Ernst Heinsius, Schloss Heidecksburg

Bernhardine Christiane Sophie von Sachsen-Weimar-Eisenach (* 5. Mai 1724 in Weimar; † 5. Juni 1757 in Rudolstadt) war eine Prinzessin von Sachsen-Weimar-Eisenach und durch Heirat Fürstin von Schwarzburg-Rudolstadt.

## Leben
Bernhardine Christiane Sophie war eine Tochter des Herzogs Ernst August I. von Sachsen-Weimar-Eisenach (1688–1748) aus dessen erster Ehe mit Eleonore Wilhelmine (1696–1726), Tochter des Fürsten Emanuel Lebrecht von Anhalt-Köthen.
Sie heiratete am 19. November 1744 in Eisenach Fürst Johann Friedrich I. von Schwarzburg-Rudolstadt (1721–1767). Die Fürstin, die als besonders mildtätig beschrieben wurde, erwarb 1756 den Rudolstädter Handwerkerhof und gründete hier das nach ihr benannte „Bernhardinenstift“ für adelige Frauen. Ein Wappen am Eingangsportal des Handwerkerhofs erinnert an die Fürstin. Das Haus wurde für sechs Damen ausgebaut, wozu Bernhardine auch ein weiteres Nebengebäude kaufte. Die Satzung des Stiftes wurde von der Fürstin persönlich verfasst.
Die Einweihungsfeier 1757 erlebte die Fürstin nicht mehr, sie starb erst 33-jährig, tief betrauert von ihrem Ehemann, der nicht wieder heiratete. Gemälde des fürstlichen Paares von Johann Ernst Heinsius befinden sich im Grünen Saal von Schloss Heidecksburg.

## Nachkommen
Aus ihrer Ehe hatte Bernhardine Christiane folgende Kinder:
- Friederike (1745–1778)

⚭ 1763 Fürst Friedrich Karl von Schwarzburg-Rudolstadt (1736–1793)
- Kind (*/† 1746)
- Kind (*/† 1747)
- Sophie Ernestine (1749–1754)
- Wilhelmine (1751–1780)

⚭ 1766 Fürst Ludwig I. von Nassau-Saarbrücken (1745–1794)
- Henriette Charlotte (1752–1756)